# Број осам
Број осам је хуманоидни модел Сајлонца из римејка ТВ серије Свемирска крстарица Галактика. Број осам је по изгледу најмлађа од свих дванаест модела хуманоидних Сајлонаца, а такође је позната и као најосећајнија и најсаосећајнија од свих Сајлонаца. Постоји много копија модела Број осам, међутим издвајају се два централна модела, Шерон „Бумер“ Валери и Шерон „Атина“ Агатон. Све моделе у серији тумачи Грејс Парк.